# Obere Marktstraße 1 (Bad Kissingen)

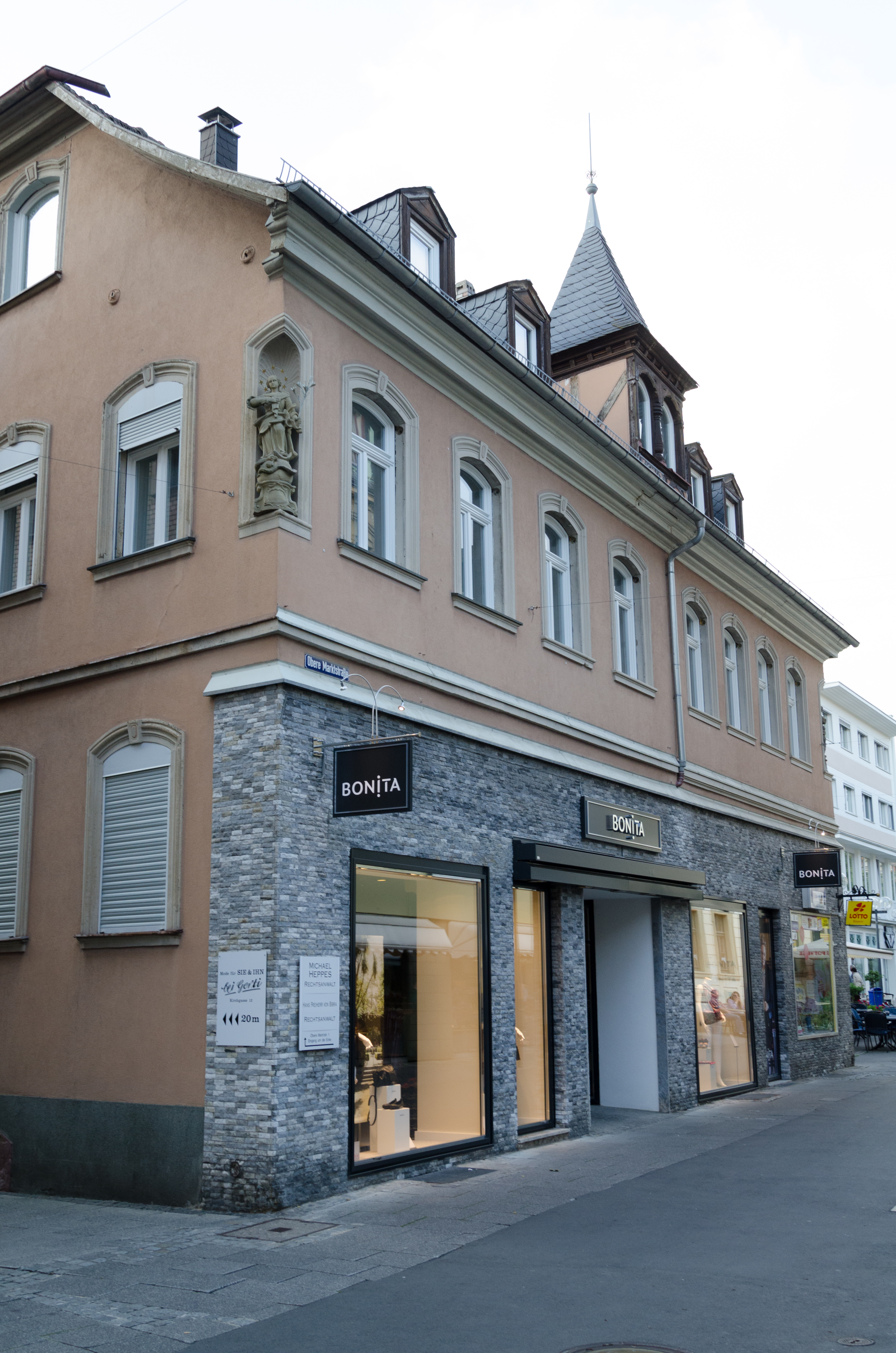
Obere Marktstraße 1

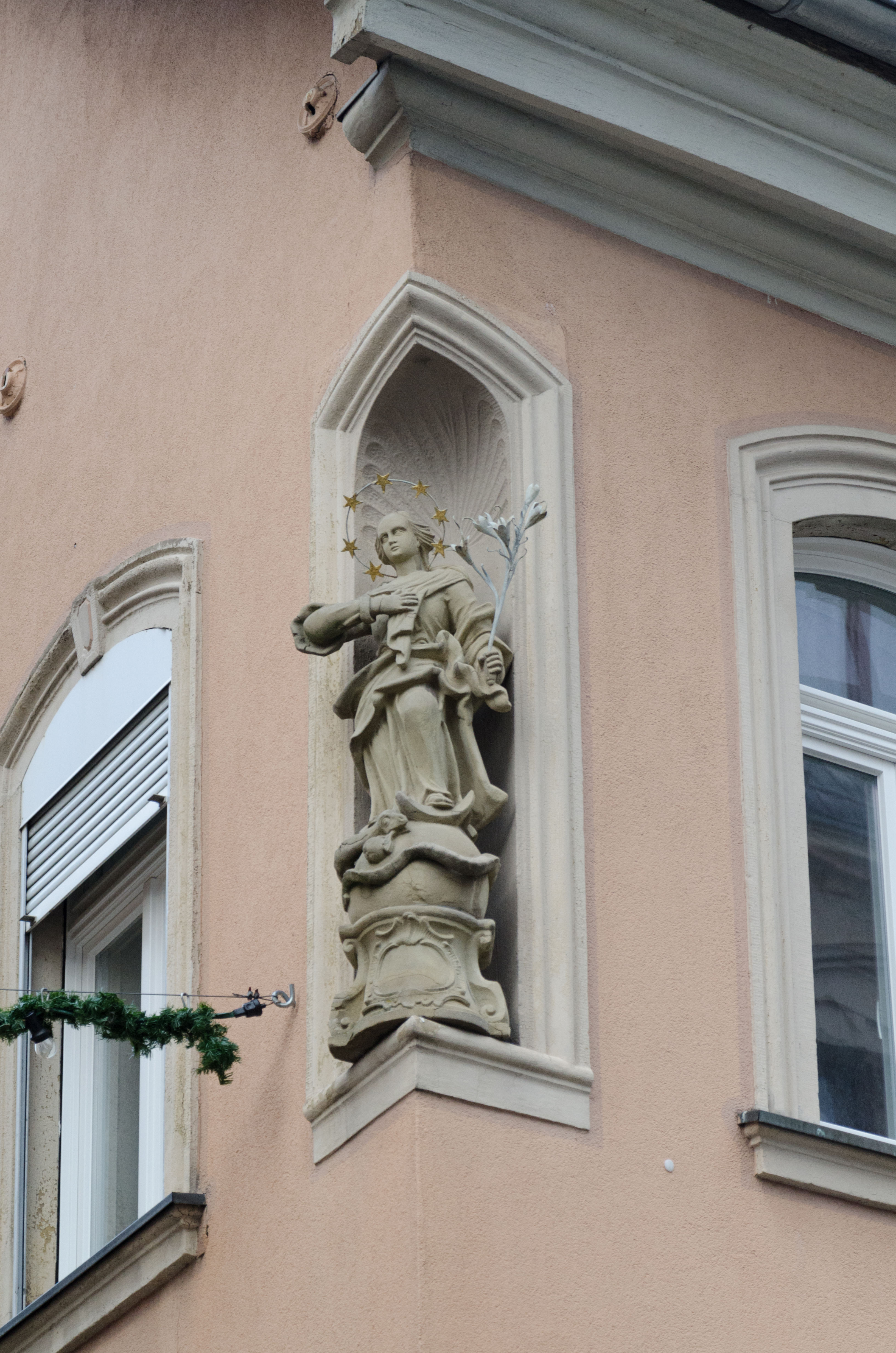
Madonnenfigur

Das Gebäude Obere Marktstraße 1 in Bad Kissingen, der Großen Kreisstadt des unterfränkischen Landkreises Bad Kissingen, gehört zu den Bad Kissinger Baudenkmälern und ist unter der Nummer D-6-72-114-70 in der Bayerischen Denkmalliste registriert.

## Geschichte
Der Halbwalmdachbau entstand in der zweiten Hälfte des 18. Jahrhunderts als Bestandteil der früheren Bebauung des Marktplatzes. Dachform und Fensterrahmungen sind spätbarocke Elemente. Die Madonnenfigur im Stil des reifen Rokoko stammt aus dem 18. Jahrhundert.
Das Gebäude ist in Bad Kissingen (neben den Anwesen Marktplatz 5 und Weingasse 8) ein frühes Beispiel für den Bau größer dimensionierter, mehrere Parzellen zusammenführender Gebäude mt einem dritten Obergeschoss.
Es fanden verschiedene Umbauten an dem Anwesen statt wie beispielsweise die Fachwerkgaube der Traufseite oder der Erker an der rückwärtigen Giebelseite (beides ist 1895 in der Gründerzeit entstanden).
Das Anwesen enthält Wohnungen und mehrere Geschäfte.